# Caracol (Añasco)
Caracol es un barrio ubicado en el municipio de Añasco en el estado libre asociado de Puerto Rico. En el Censo de 2010 tenía una población de 1869 habitantes y una densidad poblacional de 514,34 personas por km².

## Geografía
Caracol se encuentra ubicado en las coordenadas 18°18′2″N 67°9′34″O / 18.30056, -67.15944. Según la Oficina del Censo de los Estados Unidos, Caracol tiene una superficie total de 3.63 km², que corresponden a tierra firme.

## Demografía
Según el censo de 2010, había 1869 personas residiendo en Caracol. La densidad de población era de 514,34 hab./km². De los 1869 habitantes, Caracol estaba compuesto por el 84% blancos, el 5.08% eran afroamericanos, el 0.16% eran amerindios, el 0.48% eran asiáticos, el 7.54% eran de otras razas y el 2.73% pertenecían a dos o más razas. Del total de la población el 99.46% eran hispanos o latinos de cualquier raza.